# Schwinn Bicycle Company
De Schwinn Bicycle Company of kortweg Schwinn is een fietsenfabrikant uit de Verenigde Staten. Het bedrijf is opgericht in 1895 in Chicago door onder meer Ignaz Schwinn. Sinds 2004 maakt het onderdeel uit van het Canadese Dorel Industries Inc. 

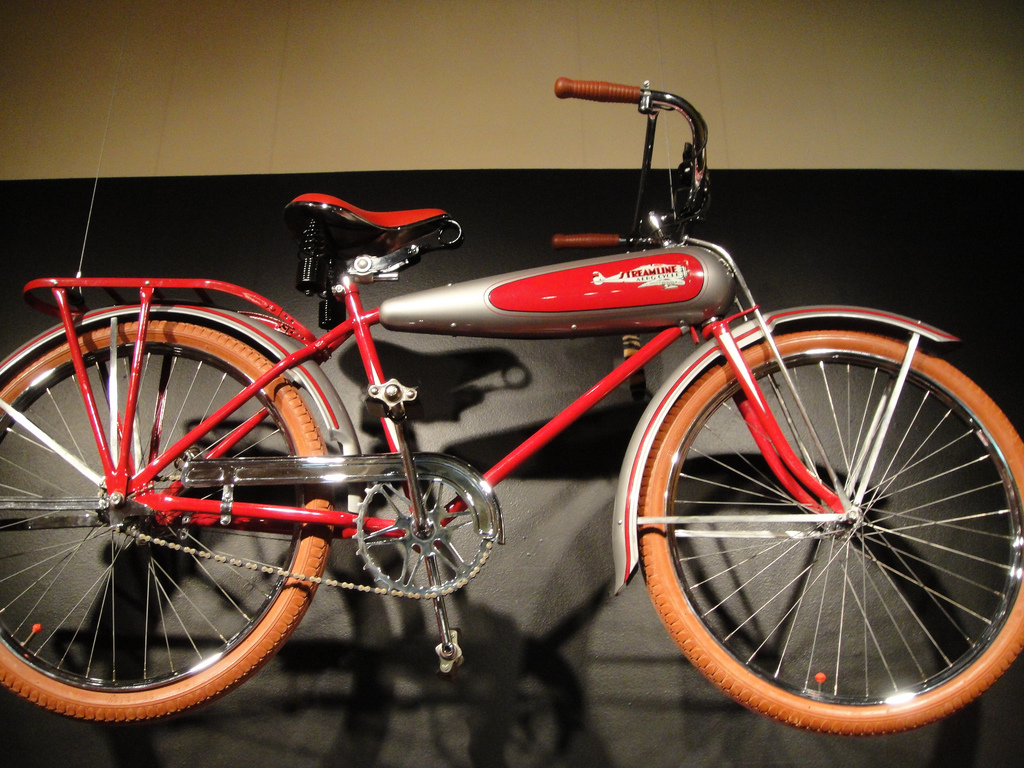
AeroCycle, geïntroduceerd in 1934.

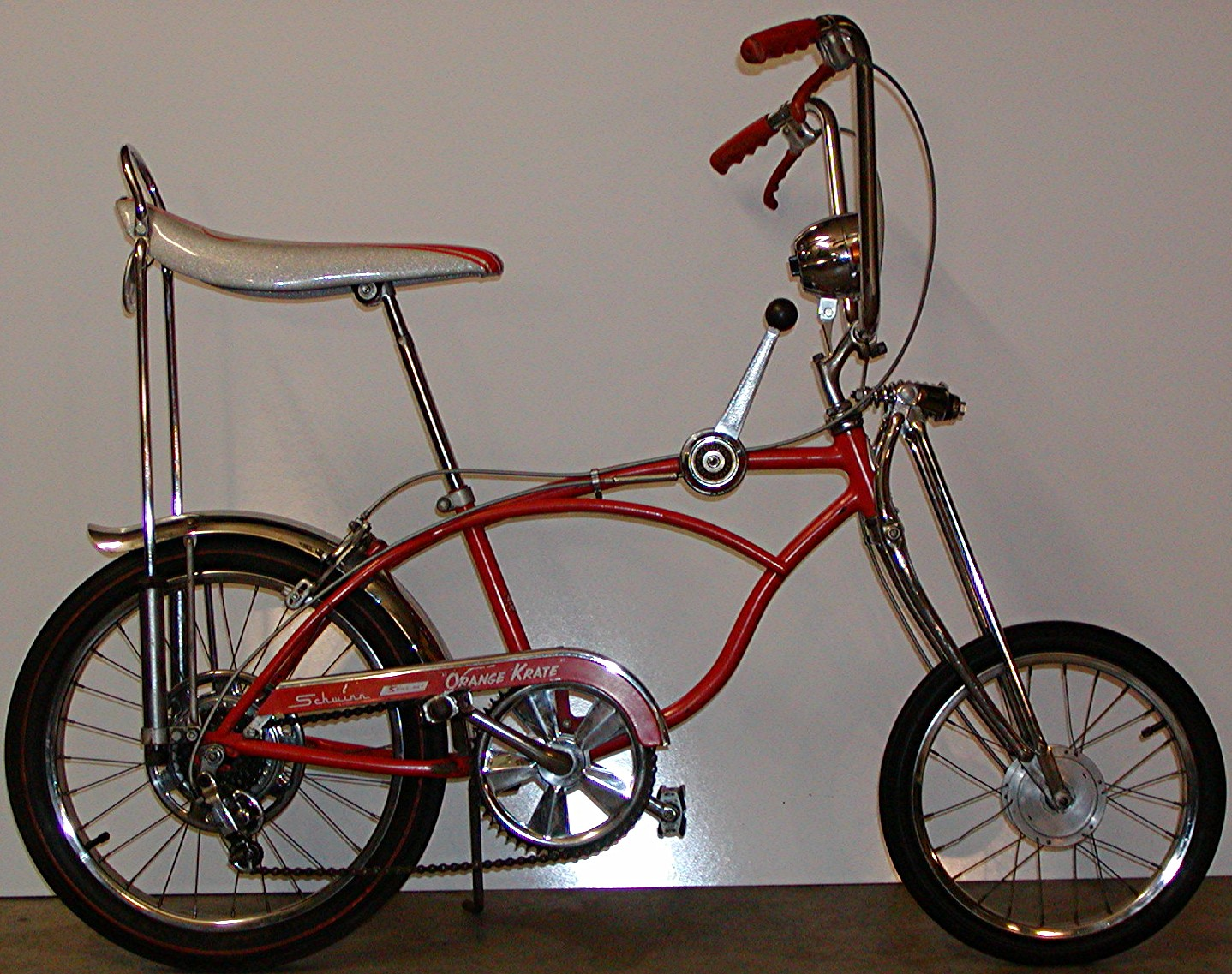
Sting-Ray, uitgebracht vanaf 1963.

Gedurende zijn geschiedenis heeft Schwinn, vooral binnen de Amerikaanse markt, een aantal opmerkelijke ontwikkelingen en modellen gebracht. Daaronder vallen in de jaren 1930 de introductie van de ballonband en het ontwerp van de AeroCycle, een kinderfiets die een "aerodynamische" vormgeving meekreeg met een verwijzing naar vliegtuigen en motorfietsen. Een andere bijzondere kinderfiets is de Sting-Ray uit de jaren 1960 die onder meer werd voorzien van een banaanzadel en een versnellingspook.